# Elecciones regionales de Cerdeña de 2024
Las elecciones regionales de Cerdeña de 2024 se llevaron a cabo el 25 de febrero de 2024 para elegir a los 60 representantes ante el Consejo Regional de Cerdeña, incluyendo al presidente de la región, quien automáticamente pasa a ser miembro del Consejo Regional. La elección la ganó Alessandra Todde, que también se convirtió en la primera presidenta de Cerdeña. Fueron las primeras elecciones regionales de Italia de 2024.
Miembro del Movimiento 5 Estrellas, Todde lideró la coalición de centroizquierda a una estrecha victoria con el 45,5% sobre la coalición de centroderecha y el candidato de Hermanos de Italia Paolo Truzzu con el 45,0%, mientras que Renato Soru terminó en un distante tercer lugar con el 8,7%. Fue la primera vez desde las elecciones regionales de Campania de 2015 que la coalición de centroizquierda derrotó a un presidente regional de la coalición de centroderecha. Aunque Truzzu no era el presidente en ejercicio, ya que ocupó el lugar de Christian Solinas, presidente en ejercicio desde 2019 y miembro del Partido Sardo de Acción, aliado nacionalmente con la Liga y afiliado a la coalición de centroderecha, fue la primera ganancia regional de la coalición de centroizquierda desde 2015. Fue la primera elección desde las elecciones regionales del Lacio de 2018 en la que el ganador de las elecciones presidenciales no obtuvo la mayoría en los votos del partido debido al voto dividido.

## Antecedentes
En los últimos 20 años, desde las elecciones regionales de 1994, la presidencia de la Región siempre ha alternado entre representantes del centroizquierda y del centroderecha.
Las elecciones regionales de 2019 resultaron en la victoria de la coalición de centroderecha liderada por Christian Solinas, del Partido Sardo de Acción, con la coalición de centroizquierda en segundo lugar y el Movimiento 5 Estrellas en tercer lugar. Durante su mandato, Solinas se caracterizó por un bajo consenso de los sardos hacia la labor de su gobierno.

## Sistema electoral
La ley electoral está establecida por la Ley Regional Estatutaria n. 1 de 12 de noviembre de 2013, y es la misma ley que estaba en vigor para las elecciones de 2014. El Consejo Regional está formado por 60 consejeros. La ley prevé una sola vuelta, con votación por lista, la posibilidad de expresar una preferencia dentro de la lista elegida y votar por el candidato a presidente, en una sola papeleta. Es posible votar por una lista y un candidato a la presidencia que no estén relacionados entre sí ("votación separada", Art. 9). En diciembre de 2018, el Consejo Regional de Cerdeña aprobó una enmienda a la ley electoral, aplicada por primera vez con motivo de esta consulta, que permite la doble preferencia de género: en la papeleta el votante puede expresar dos preferencias, siempre que sean de diferente género (para un hombre y para una mujer o viceversa); de lo contrario, la segunda preferencia se anula y solo la primera sigue siendo válida.
Es electo Presidente de la Región el candidato que obtenga la mayoría (aunque sea sólo relativa) de los votos (artículo 1, párrafo 4). A las listas vinculadas al presidente electo se les asigna finalmente una prima de gobernabilidad en la siguiente medida: 60% de los escaños si el presidente electo ha obtenido un porcentaje de preferencias superior al 40%; El 55% de los escaños si el presidente electo ha obtenido un porcentaje de preferencia entre el 25% y el 40%, mientras que no se otorga la bonificación si el presidente es elegido con menos del 25% (Art. 13). La ley establece un umbral electoral del 10% para las coaliciones y del 5% para las listas no coaliciones (artículo 1, párrafo 7). No se prevén umbrales para listas dentro de coaliciones que hayan superado el 10%.

### Circunscripciones electorales
Según el art. 3 de la Ley Orgánica núm. 1/2013, el territorio de la Región se divide en los ocho distritos electorales de Cáller, Carbonia-Iglesias, Medio Campidano, Nuoro, Ogliastra, Olbia-Tempio, Oristano y Sassari, es decir, equivalente a la antigua subdivisión de provincias vigente hasta 2016. El complejo de distritos constituye el colegio regional único a los efectos del cálculo de los votos atribuidos a los candidatos al cargo de Presidente de la Región y la asignación y distribución de escaños entre coaliciones y grupos de listas. El número de escaños efectivamente asignados a cada circunscripción puede por tanto variar respecto a los escaños asignados en teoría, debido a que el cálculo de los restos se realiza a nivel regional, y no a nivel de circunscripción. De acuerdo con la ley estatutaria, el número de escaños se calcula "dividiendo la cifra de la población residente, certificada por los datos del ISTAT el 31 de diciembre del penúltimo año anterior a la fecha de convocatoria de las asambleas electorales, por el número de escaños del Consejo menos uno y asignando a cada circunscripción tantos escaños como el cociente esté contenido en la cifra de la población residente en la circunscripción". Para esta ronda electoral, los escaños asignados a los distritos electorales no han variado respecto a la anterior, y son los siguientes:
| Circunscripción electoral                         | Escaños |  |
| Cagliari                                          | 20      |  |
| Sassari                                           | 12      |  |
| Nuoro                                             | 6       |  |
| Olbia-Tempio                                      | 6       |  |
| Oristano                                          | 6       |  |
| Carbonia-Iglesias                                 | 4       |  |
| Medio Campidano                                   | 3       |  |
| Ogliastra                                         | 2       |  |
| Segundo lugar entre los candidatos presidenciales | 1       |  |
| Total                                             | 60      |  |

### Suscripción y composición de candidatos y listas
Las listas de candidatos de cada circunscripción deben estar firmadas por no menos de 500 y no más de 1.000 electores inscritos en las listas electorales de los municipios de la circunscripción para las circunscripciones de hasta 500.000 habitantes o por no menos de 1.000 y no más de 1500 electores inscritos en la listas electorales de los municipios de la circunscripción para distritos superiores a 500.000 habitantes. La recogida de dichas firmas está exenta si la lista está representada por "marcas utilizadas tradicionalmente o reconocidas oficialmente por partidos políticos o agrupaciones o movimientos de carácter nacional o regional que hayan elegido, en la legislatura actual en la fecha de la convocatoria de los mítines, un su representante en el Consejo Regional o al que, con declaración formal, se adhiera al menos un consejero regional en ejercicio en la fecha de convocatoria de los mítines electorales" y en el caso de que la lista se distinga por un logo compuesta que contenga la de un partido o grupo político exento de este cargo.
Cada lista de distrito debe incluir un número de candidatos no menor de dos tercios (redondeado a la unidad más cercana) de los escaños asignados al distrito y no más (en distritos electorales con al menos tres escaños) que el número de escaños asignados (incrementado en una unidad si el número de escaños es impar). Al presentar cada lista, se requiere una declaración de vinculación con el candidato a la Presidencia de la Región, así como cada candidato a la Presidencia debe declarar la vinculación con uno o más grupos de listas. No se invita expresamente a las coaliciones eventuales a indicar un nombre de la coalición en sí.

## Presentación de candidaturas

### Candidaturas aceptadas
- El 9 de noviembre de 2023, el Partido Democrático (PD), el Movimiento 5 Estrellas (M5S) y otras fuerzas de centroizquierda anunciaron que Alessandra Todde (M5S), exsubsecretaria del Ministerio de Desarrollo Económico durante el Segundo Gobierno Conte y viceministra del mismo organismo en el gobierno Draghi, sería la candidata conjunta de la coalición.[11][12] Todde contó con el apoyo de diez listas: Partido Democrático, Movimiento 5 Estrellas, Alianza Verdes e Izquierda y Posible, Progresistas, Fortza Paris, Demos, PSI - Sardos en Europa, Unidos por Alessandra Todde Presidente, Izquierda Futura y Horizonte Común.[13][14]
- El 11 de noviembre de 2023, tras las críticas expresadas sobre el acuerdo entre el PD y el M5S y, en particular, su decisión de no organizar primarias internas,[12][15] Renato Soru, expresidente de Cerdeña, ha anunciado su candidatura formando la Coalición Sarda, una lista independiente con tracción regionalista.[15][16] Soru fue apoyado por cinco listas: Proyecto Cerdeña, Acción-+Europa-UPC, Refundación Comunista, Liberu y Vota Cerdeña, lista única formada por algunos partidos independentistas (IRS, ProgReS, y Cerdeña llama Cerdeña).[13][14]
- La coalición de centroderecha también tuvo que hacer frente a divisiones internas, dada la voluntad inicial del Partido Sardo de Acción y de la Liga de reelegir al presidente en ejercicio, Christian Solinas, frente a la de Hermanos de Italia de proponer a Paolo Truzzu, en ese momento alcalde de Cagliari.[3][17] Tras el desbloqueo de las negociaciones, pero también la implicación de Solinas en una investigación sobre corrupción por parte de la Fiscalía de Cagliari,[18][19] los distintos partidos han decidido converger en la candidatura de Truzzu, anunciada el 19 de enero de 2024.[20][21] Truzzu fue apoyado por nueve listas: Hermanos de Italia, Lega, Forza Italia, Partido Sardo de Acción, Reformistas Sardos, UdC, Alianza Cerdeña-PLI, Cerdeña al Centro 20Veinte, DC con Rotondi.[14][22]
- El 25 de enero de 2024, Lucia Chessa, líder del partido regionalista de izquierda Rossomori,[1][23] fue admitida oficialmente en las elecciones regionales como candidata de la lista única Cerdeña R-Esiste.[24][25] Sin embargo, en las provincias de Sassari y Ogliastra no se presentaron listas en apoyo de Chessa.[8]

### Candidaturas excluidas o retiradas
- La candidatura de María Rosaria Randaccio, apoyada inicialmente por la lista única Forza del Popolo,[13][14] fue declarada nula el 24 de enero de 2024, tras detectarse problemas críticos en la recogida de firmas por parte de las oficinas distritales territoriales de Cagliari y Carbonia-Iglesias.[26][27]
- El actual presidente, Christian Solinas, inicialmente apoyado por el Partido Sardo de Acción y la Liga,[3][17] retiró su candidatura el 19 de enero de 2024, día en el que ambos partidos anunciaron su apoyo a Paolo Truzzu.[20][21]
- Alessandra Zedda (FI), exvicepresidenta y consejera de Trabajo del consejo regional tras su elección en las anteriores elecciones,[28][29] presentó inicialmente su candidatura el 14 de enero de 2024, apoyada por la lista independiente Alma de Cerdeña.[29] Sin embargo, Zedda se retiró de las elecciones el 19 de enero y optó por apoyar a Paolo Truzzu.[30][31]

## Partidos y candidatos
| Partido político o alianza | Partido político o alianza         | Listas constituyentes                              | Listas constituyentes                      | Resultados previos | Resultados previos | Candidato        | Candidato |
| Partido político o alianza | Partido político o alianza         | Listas constituyentes                              | Listas constituyentes                      | Votos (%)          | Escaños            | Candidato        | Candidato |
| -------------------------- | ---------------------------------- | -------------------------------------------------- | ------------------------------------------ | ------------------ | ------------------ | ---------------- | --------- |
|                            | Coalición de centroderecha         |                                                    | Liga (Lega)                                | 11,4               | 8                  | Paolo Truzzu     |           |
|                            | Coalición de centroderecha         | Partido Sardo de Acción (PSd'Az)                   | 9,9                                        | 8                  |                    | Paolo Truzzu     |           |
|                            | Coalición de centroderecha         | Forza Italia (FI)                                  | 8,0                                        | 5                  |                    | Paolo Truzzu     |           |
|                            | Coalición de centroderecha         | Reformadores Sardos (RS)                           | 5,1                                        | 4                  |                    | Paolo Truzzu     |           |
|                            | Coalición de centroderecha         | Hermanos de Italia (FdI)                           | 4,7                                        | 3                  |                    | Paolo Truzzu     |           |
|                            | Coalición de centroderecha         | Cerdeña al Centro 2020 (incl. IaC–NM, S20V)        | 4,1                                        | 3                  |                    | Paolo Truzzu     |           |
|                            | Coalición de centroderecha         | Unión de Centro (UdC)                              | 3,8                                        | 3                  |                    | Paolo Truzzu     |           |
|                            | Coalición de centroderecha         | Alianza Cerdeña – PLI                              | —                                          | —                  |                    | Paolo Truzzu     |           |
|                            | Coalición de centroderecha         | Democracia Cristiana con Rotondi (DCR)             | —                                          | —                  |                    | Paolo Truzzu     |           |
|                            | Coalición de centroizquierda       |                                                    | Partido Democrático (PD)                   | 13,5               | 8                  | Alessandra Todde |           |
|                            | Coalición de centroizquierda       | Movimiento 5 Estrellas (M5S) (incl. AI! y GP)      | 9,7                                        | 6                  |                    | Alessandra Todde |           |
|                            | Coalición de centroizquierda       | Progresistas – La Base (P–LB)                      | 3,2                                        | 2                  |                    | Alessandra Todde |           |
|                            | Coalición de centroizquierda       | Fortza Paris (FP)                                  | 1,6                                        | 1                  |                    | Alessandra Todde |           |
|                            | Coalición de centroizquierda       | Partido Socialista Italiano – SiE (PSI–SiE)        | 1,2                                        | 0                  |                    | Alessandra Todde |           |
|                            | Coalición de centroizquierda       | Democracia Solidaria (DemoS) (incl. S50)           | —                                          | —                  |                    | Alessandra Todde |           |
|                            | Coalición de centroizquierda       | Izquierda Futura (SF) (incl. OS)                   | —                                          | —                  |                    | Alessandra Todde |           |
|                            | Coalición de centroizquierda       | Alianza Verdes e Izquierda (incl. EV, SI, Pos, SS) | —                                          | —                  |                    | Alessandra Todde |           |
|                            | Coalición de centroizquierda       | Horizonte Común (OC) (incl. ScN)                   | —                                          | —                  |                    | Alessandra Todde |           |
|                            | Coalición de centroizquierda       | Unidos por Todde Presidente                        | —                                          | —                  |                    | Alessandra Todde |           |
|                            | Coalición Sarda                    |                                                    | Acción – Más Europa – LDE – UPC (incl. IV) | —                  | —                  | Renato Soru      |           |
|                            | Coalición Sarda                    | Partido de la Refundación Comunista (PRC)          | —                                          | —                  |                    | Renato Soru      |           |
|                            | Coalición Sarda                    | Vota Cerdeña (incl. IRS, ProgReS, ScS)             | —                                          | —                  |                    | Renato Soru      |           |
|                            | Coalición Sarda                    | Proyecto Cerdeña (PS)                              | —                                          | —                  |                    | Renato Soru      |           |
|                            | Coalición Sarda                    | Liberu                                             | —                                          | —                  |                    | Renato Soru      |           |
|                            | Cerdeña R-Esiste (incl. Rossomori) | Cerdeña R-Esiste (incl. Rossomori)                 | Cerdeña R-Esiste (incl. Rossomori)         | —                  | —                  | Lucia Chessa     |           |

## Campaña

### Programas electorales
El programa de la coalición de centroizquierda y del Movimiento 5 Estrellas, en apoyo a Alessandra Todde, llamado Cerdeña es ahora, se dividió en 10 puntos, que incluían temas como la refundación de la sanidad regional, las políticas sociales, la reforma del sistema laboral y las inversiones en recursos renovables, empezando por la energía eólica.
La coalición de centroderecha, que apoya a Paolo Truzzu, presentó un programa político llamado Plan Cerdeña, que pretendía principalmente continuar las políticas del gobierno regional saliente y abordaba cuestiones como la salud local, el transporte, las fuentes de energía, la lucha contra la despoblación y la baja tasa de natalidad; Además, tenía como objetivo adicional aprobar el nuevo plan urbano regional.
La Coalición Sarda en apoyo a Renato Soru se formó sobre la base de una política regionalista, uniendo a partidos autonomistas e independentistas y a secciones sardas de partidos italianos que no se reconocían en el duopolio tradicional de la política italiana. El programa electoral, con el lema Una revolución suave, pretendía reescribir el Estatuto de Cerdeña, la reforma institucional de la Región y reivindicaba la defensa de los derechos de los pueblos, de las personas, de las familias y de la comunidad regional, centrándose también en el transporte local y en la salud.
El punto principal del programa de Lucía Chessa fue la reforma de la ley electoral de Cerdeña, para que el Consejo Regional sea más representativo de todo el territorio. Otros temas clave del programa fueron la lucha contra la ilegalidad y la corrupción, la reforma del servicio sanitario regional, de las escuelas y de las redes de transporte (tanto regionales como de conexión con la Italia continental), el apoyo a la agricultura, la relación entre la transición energética y el respeto del territorio, y la renegociación del sistema de autonomía regional con el gobierno nacional.

### Debates
| Fecha                 | Lugar                | Organizador          | Link                 | Participantes | Participantes    | Participantes | Participantes |
| P Presente A Ausente  | P Presente A Ausente | P Presente A Ausente | P Presente A Ausente | Paolo Truzzu  | Alessandra Todde | Renato Soru   | Lucia Chessa  |
| --------------------- | -------------------- | -------------------- | -------------------- | ------------- | ---------------- | ------------- | ------------- |
| P Presente A Ausente  | P Presente A Ausente | P Presente A Ausente | P Presente A Ausente |               |                  |               |               |
| 1 de febrero de 2024  | Cagliari             | TGR Sardegna         | RaiNews              | P             | P                | P             | P             |
| 7 de febrero de 2024  | Nuoro                | Diocesi di Nuoro     | —                    | P             | P                | P             | P             |
| 9 de febrero de 2024  | Cagliari             | Coldiretti           | —                    | P             | P                | P             | A             |
| 21 de febrero de 2024 | Cagliari             | TGR Sardegna         | RaiNews              | P             | P                | P             | P             |
| 22 de febrero de 2024 | Cagliari             | Videolina            | Videolina            | P             | P                | P             | P             |

### Candidaturas impugnadas
Tras las comprobaciones realizadas por la Comisión Parlamentaria Antimafia sobre las listas presentadas a las elecciones regionales, el 13 de febrero de 2024 la presidenta de la comisión, Chiara Colosimo, anunció que siete candidaturas violaban el código de autorregulación debido a procedimientos judiciales anteriores o en curso. A raíz de esto, una de las personas implicadas, Maria Grazia Giordo (inicialmente candidata de la lista Sinistra Futura), anunció oficialmente su autosuspensión.

## Encuestas de opinión

### Candidatos
| Fecha | Encuestadora | Truzzu            | Todde     | Soru | Chessa | Dif. |      |     |     |
| ----- | ------------ | ----------------- | --------- | ---- | ------ | ---- | ---- | --- | --- |
| Fecha | Encuestadora | 31 Ene–1 Feb 2024 | Bidimedia | 46,0 | 41,9   | Dif. | 11,9 | 0,6 | 4,1 |

### Partidos
| Fecha    | Encuestadora | Centroderecha     | Centroderecha | Centroderecha | Centroderecha | Centroderecha | Centroderecha | Centroderecha | Centroderecha | Centroderecha | Centroizquierda | Centroizquierda | Centroizquierda | Centroizquierda | Centroizquierda | Centroizquierda | Centroizquierda | Centroizquierda | Centroizquierda | Centroizquierda | Coalición Sarda | Coalición Sarda | Coalición Sarda | Coalición Sarda | Coalición Sarda | SRE | Otros | Dif. |     |     |   |     |
| Fecha    | Encuestadora | FdI               | Lega          | PSd'Az        | FI            | RS            | SaC 20V       | UdC           | SA–PLI        | DcR           | PD              | M5S             | UpAT            | AVS+            | P–LB            | SF              | OC              | PSI             | FP              | Demos           | Acción+         | PS              | Liberu          | VS              | PRC             | SRE | Otros | Dif. |     |     |   |     |
| -------- | ------------ | ----------------- | ------------- | ------------- | ------------- | ------------- | ------------- | ------------- | ------------- | ------------- | --------------- | --------------- | --------------- | --------------- | --------------- | --------------- | --------------- | --------------- | --------------- | --------------- | --------------- | --------------- | --------------- | --------------- | --------------- | --- | ----- | ---- | --- | --- | - | --- |
| Fecha    | Encuestadora | 31 Ene–1 Feb 2024 | Bidimedia     | 23,1          | 6,4           | 5,4           | 4,1           | 3,3           | 2,9           | 1,9           | 0,8             | 0,6             | 15,6            | 10,0            | 3,4             | 3,4             | 2,9             | 2,2             | 1,9             | 0,8             | 0,5             | 0,4             | 3,7             | 3,5             | 1,2             | 0,8 | Otros | Dif. | 0,6 | 0,8 | — | 7,5 |
| Oct 2023 | Piepoli      | 17,5              | 8             | 7             | 7             | —             | —             | —             | —             | —             | 15              | 17              | —               | 1               | 1               | —               | —               | 1               | —               | 1               | —               | —               | —               | —               | —               | —   | 5,3   | 0,7  |     |     |   |     |

### Aprobación
| Fecha          | Encuestadora | Aprubea | Desaprueba | NS/NC |
| -------------- | ------------ | ------- | ---------- | ----- |
| 8–13 Dic 2023  | Lab2101      | 50      | 50         | 50    |
| Ago 2023       | Lab2101      | 49.8    | 50.2       | 50.2  |
| Jul 2023       | Noto         | 35      | 65         | 65    |
| May 2023       | SWG          | 20      | 80         | 80    |
| 10–23 Ago 2022 | Lab2101      | 53,6    | 46,4       | 46,4  |
| Jul 2022       | Noto         | 39.5    | 60,5       | 60,5  |
| May 2022       | SWG          | 28      | 72         | 72    |
| 25-29 Abr 2022 | Lab2101      | 54,3    | 45,7       | 45,7  |
| 19-22 Dic 2021 | Lab2101      | 57,9    | 42,1       | 42,1  |
| Jul 2021       | Noto         | 43      | 57         | 57    |
| Jul 2020       | Noto         | 48      | 52         | 52    |

## Resultados

Partido más votado por comune

Candidato a presidente más votado por comune

| Resultados por partido Resultados por coalición                               |                                    |           |        |         |                                     |                     |         |        |         |
| Candidatos                                                                    | Candidatos                         | Votos     | %      | Escaños | Partidos                            | Partidos            | Votos   | %      | Escaños |
|                                                                               | Alessandra Todde                   | 334.160   | 45,39  | 1       |                                     | Partido Democrático | 95.285  | 13,80  | 11      |
|                                                                               | Alessandra Todde                   | 334.160   | 45,39  | 1       | Movimiento 5 Estrellas              | 53.613              | 7,77    | 7      |         |
|                                                                               | Alessandra Todde                   | 334.160   | 45,39  | 1       | Alianza Verdes e Izquierda          | 32.145              | 4,66    | 4      |         |
|                                                                               | Alessandra Todde                   | 334.160   | 45,39  | 1       | Unidos por Alessandra Todde         | 27.422              | 3,97    | 3      |         |
|                                                                               | Alessandra Todde                   | 334.160   | 45,39  | 1       | Horizonte Común                     | 20.984              | 3,04    | 3      |         |
|                                                                               | Alessandra Todde                   | 334.160   | 45,39  | 1       | Partido Progresista                 | 20.868              | 3,02    | 3      |         |
|                                                                               | Alessandra Todde                   | 334.160   | 45,39  | 1       | Izquierda Futura                    | 20.574              | 2,98    | 3      |         |
|                                                                               | Alessandra Todde                   | 334.160   | 45,39  | 1       | Partido Socialista Italiano – SIE   | 11.637              | 1,69    | 1      |         |
|                                                                               | Alessandra Todde                   | 334.160   | 45,39  | 1       | Fortza Paris                        | 6.068               | 0,88    | –      |         |
|                                                                               | Alessandra Todde                   | 334.160   | 45,39  | 1       | Democracia Solidaria                | 4.692               | 0,68    | –      |         |
| Total                                                                         | Total                              | 334.160   | 45,39  | 1       | 293.288                             | 42,48               | 36      |        |         |
|                                                                               | Paolo Truzzu                       | 331.099   | 44,97  | 1       |                                     | Hermanos de Italia  | 93.921  | 13,60  | 7       |
|                                                                               | Paolo Truzzu                       | 331.099   | 44,97  | 1       | Reformadores Sardos                 | 49.629              | 7,19    | 3      |         |
|                                                                               | Paolo Truzzu                       | 331.099   | 44,97  | 1       | Forza Italia                        | 43.892              | 6,36    | 3      |         |
|                                                                               | Paolo Truzzu                       | 331.099   | 44,97  | 1       | Cerdeña al Centro 2020              | 37.950              | 5,50    | 3      |         |
|                                                                               | Paolo Truzzu                       | 331.099   | 44,97  | 1       | Partido Sardo de Acción             | 37.341              | 5,41    | 3      |         |
|                                                                               | Paolo Truzzu                       | 331.099   | 44,97  | 1       | Alianza Cerdeña – PLI               | 28.203              | 4,09    | 2      |         |
|                                                                               | Paolo Truzzu                       | 331.099   | 44,97  | 1       | Liga Cerdeña                        | 25.957              | 3,76    | 1      |         |
|                                                                               | Paolo Truzzu                       | 331.099   | 44,97  | 1       | Unión de Centro                     | 19.237              | 2,79    | 1      |         |
|                                                                               | Paolo Truzzu                       | 331.099   | 44,97  | 1       | Democracia Cristiana con Rotondi    | 2.110               | 0,31    | –      |         |
| Total                                                                         | Total                              | 331.099   | 44,97  | 1       | 338.240                             | 48,99               | 23      |        |         |
|                                                                               | Renato Soru                        | 63.666    | 8,65   | –       |                                     | Proyecto Cerdeña    | 23.872  | 3,46   | –       |
|                                                                               | Renato Soru                        | 63.666    | 8,65   | –       | Vota Cerdeña                        | 10.830              | 1,57    | –      |         |
|                                                                               | Renato Soru                        | 63.666    | 8,65   | –       | Acción – Más Europa – LDE – UPC     | 10.577              | 1,53    | –      |         |
|                                                                               | Renato Soru                        | 63.666    | 8,65   | –       | Liberu                              | 4.993               | 0,72    | –      |         |
|                                                                               | Renato Soru                        | 63.666    | 8,65   | –       | Partido de la Refundación Comunista | 4.534               | 0,66    | –      |         |
| Total                                                                         | Total                              | 63.666    | 8,65   | –       | 54.569                              | 7,94                | –       |        |         |
|                                                                               | Lucia Chessa                       | 7.261     | 0,99   | –       |                                     | Cerdeña R-Esiste    | 4.067   | 0,59   | –       |
|                                                                               |                                    |           |        |         |                                     |                     |         |        |         |
| Votos inválidos                                                               | Votos inválidos                    | 21.412    | 2,83   |         |                                     |                     |         |        |         |
| Total candidatos                                                              | Total candidatos                   | 736.186   | 100,00 | 2       | Total partidos                      | Total partidos      | 690.401 | 100,00 | 58      |
| Votantes registrados/participación                                            | Votantes registrados/participación | 1.447.753 | 52,33  |         |                                     |                     |         |        |         |
| Fuente: Consiglio Regionale (definitivos) Risultati riassuntivi (provisorios) |                                    |           |        |         |                                     |                     |         |        |         |

| \| Voto popular \| Voto popular \| Voto popular \| Voto popular \| Voto popular \| \| ------------ \| ------------ \| ------------ \| ------------ \| ------------ \| \| \| \| \| \| \| \| PD \| PD \| \| 13.80 % \| 13.80 % \| \| FdI \| FdI \| \| 13.60 % \| 13.60 % \| \| M5S \| M5S \| \| 7.77 % \| 7.77 % \| \| RS \| RS \| \| 7.19 % \| 7.19 % \| \| FI \| FI \| \| 6.36 % \| 6.36 % \| \| SaC \| SaC \| \| 5.50 % \| 5.50 % \| \| PSd'Az \| PSd'Az \| \| 5.41 % \| 5.41 % \| \| AVS \| AVS \| \| 4.66 % \| 4.66 % \| \| AS–PLI \| AS–PLI \| \| 4.09 % \| 4.09 % \| \| UpT \| UpT \| \| 3.97 % \| 3.97 % \| \| Lega \| Lega \| \| 3.76 % \| 3.76 % \| \| PS \| PS \| \| 3.46 % \| 3.46 % \| \| OC \| OC \| \| 3.04 % \| 3.04 % \| \| PP \| PP \| \| 3.02 % \| 3.02 % \| \| SF \| SF \| \| 2.98 % \| 2.98 % \| \| UdC \| UdC \| \| 2.79 % \| 2.79 % \| \| Otros \| Otros \| \| 8.63 % \| 8.63 % \| |        |  |         |         |
| Voto popular |        |  |         |         |
| |        |  |         |         |
| PD | PD     |  | 13.80 % | 13.80 % |
| FdI | FdI    |  | 13.60 % | 13.60 % |
| M5S | M5S    |  | 7.77 %  | 7.77 %  |
| RS | RS     |  | 7.19 %  | 7.19 %  |
| FI | FI     |  | 6.36 %  | 6.36 %  |
| SaC | SaC    |  | 5.50 %  | 5.50 %  |
| PSd'Az | PSd'Az |  | 5.41 %  | 5.41 %  |
| AVS | AVS    |  | 4.66 %  | 4.66 %  |
| AS–PLI | AS–PLI |  | 4.09 %  | 4.09 %  |
| UpT | UpT    |  | 3.97 %  | 3.97 %  |
| Lega | Lega   |  | 3.76 %  | 3.76 %  |
| PS | PS     |  | 3.46 %  | 3.46 %  |
| OC | OC     |  | 3.04 %  | 3.04 %  |
| PP | PP     |  | 3.02 %  | 3.02 %  |
| SF | SF     |  | 2.98 %  | 2.98 %  |
| UdC | UdC    |  | 2.79 %  | 2.79 %  |
| Otros | Otros  |  | 8.63 %  | 8.63 %  |

| \| Presidente \| Presidente \| Presidente \| Presidente \| Presidente \| \| ---------- \| ---------- \| ---------- \| ---------- \| ---------- \| \| \| \| \| \| \| \| Todde \| Todde \| \| 45.39 % \| 45.39 % \| \| Truzzu \| Truzzu \| \| 44.97 % \| 44.97 % \| \| Soru \| Soru \| \| 8.65 % \| 8.65 % \| \| Chessa \| Chessa \| \| 0.99 % \| 0.99 % \| |        |  |         |         |
| Presidente |        |  |         |         |
| |        |  |         |         |
| Todde | Todde  |  | 45.39 % | 45.39 % |
| Truzzu | Truzzu |  | 44.97 % | 44.97 % |
| Soru | Soru   |  | 8.65 %  | 8.65 %  |
| Chessa | Chessa |  | 0.99 %  | 0.99 %  |

### Participación
| Región            | Hora  | Hora  | Hora  |
| Región            | 12:00 | 19:00 | 22:00 |
| ----------------- | ----- | ----- | ----- |
| Cerdeña           | 18.4% | 44.1% | 52.3% |
| Provincia         | Hora  | Hora  | Hora  |
| Provincia         | 12:00 | 19:00 | 22:00 |
| Cagliari          | 19.4% | 43.8% | 52.6% |
| Carbonia Iglesias | 18.0% | 42.2% | 49.6% |
| Medio Campidano   | 16.4% | 39.9% | 48.0% |
| Nuoro             | 19.5% | 47.9% | 56.5% |
| Ogliastra         | 17.5% | 43.6% | 53.0% |
| Olbia Tempio      | 17.9% | 43.5% | 51.2% |
| Oristano          | 17.0% | 43.1% | 51.1% |
| Sassari           | 17.9% | 45.5% | 53.3% |
| Fuente:           |       |       |       |

### Consejeros electos
| Circunscripción      | Partido | Partido | Consejero             | Votos |
| -------------------- | ------- | ------- | --------------------- | ----- |
| Cerdeña (en general) |         | M5S     | Alessandra Todde      | —     |
| Cerdeña (en general) |         | FdI     | Paolo Truzzu          | —     |
| Cagliari             |         | FdI     | Fausto Piga           | 3.276 |
| Cagliari             |         | FdI     | Corrado Meloni        | 2.952 |
| Cagliari             |         | FdI     | Antonello Floris      | 2.324 |
| Cagliari             |         | PD      | Gianpietro Comandini  | 5.665 |
| Cagliari             |         | PD      | Valter Piscedda       | 3.839 |
| Cagliari             |         | PD      | Camilla Gerolama Soru | 3.705 |
| Cagliari             |         | M5S     | Michele Ciusa         | 2.415 |
| Cagliari             |         | M5S     | Gianluca Mandas       | 1.286 |
| Cagliari             |         | PSd'Az  | Gianni Chessa         | 5.779 |
| Cagliari             |         | FI      | Ivan Piras            | 5.445 |
| Cagliari             |         | RS      | Umberto Ticca         | 1.969 |
| Cagliari             |         | UpT     | Giuseppe Frau         | 2.048 |
| Cagliari             |         | AVS     | Maria Laura Orrù      | 3.735 |
| Cagliari             |         | OC      | Sandro Porcu          | 2.778 |
| Cagliari             |         | SaC     | Stefano Tunis         | 2.296 |
| Cagliari             |         | PP      | Francesco Agus        | 2.887 |
| Cagliari             |         | SF      | Paola Casula          | 1.628 |
| Cagliari             |         | AS–PLI  | Stefano Schirru       | 4.748 |
| Cagliari             |         | Lega    | Alessandro Sorgia     | 2.717 |
| Cagliari             |         | UdC     | Alice Aroni           | 2.293 |
| Cagliari             |         | PSI     | Lorenzo Cozzolino     | 1.613 |

| Circunscripción   | Partido | Partido | Consejero            | Votos |
| ----------------- | ------- | ------- | -------------------- | ----- |
| Carbonia Iglesias |         | PD      | Alessandro Pilurzu   | 4.121 |
| Carbonia Iglesias |         | FdI     | Gianluigi Rubiu      | 3.552 |
| Carbonia Iglesias |         | SF      | Luca Pizzuto         | 2.195 |
| Medio Campidano   |         | PD      | Gianluigi Piano      | 1.406 |
| Medio Campidano   |         | SaC     | Alberto Urpi         | 3.773 |
| Medio Campidano   |         | M5S     | Emanuele Matta       | 1.842 |
| Nuoro             |         | FI      | Giuseppe Talanas     | 5.121 |
| Nuoro             |         | PD      | Roberto Deriu        | 1.918 |
| Nuoro             |         | AS–PLI  | Francesco Paolo Mula | 2.665 |
| Nuoro             |         | UpT     | Sebastiano Cocco     | 1.371 |
| Nuoro             |         | M5S     | Lara Serra           | 1.008 |
| Nuoro             |         | AVS     | Giuseppe Dessena     | 831   |
| Nuoro             |         | PP      | Ivan Pintus          | 739   |
| Ogliastra         |         | PD      | Salvatore Corrias    | 3.184 |
| Olbia Tempio      |         | PD      | Giuseppe Meloni      | 6.760 |
| Olbia Tempio      |         | FdI     | Cristina Usai        | 2.216 |
| Olbia Tempio      |         | FI      | Angelo Cocciu        | 3.838 |
| Olbia Tempio      |         | M5S     | Roberto Li Gioi      | 1.602 |
| Olbia Tempio      |         | RS      | Giuseppe Fasolino    | 2.819 |

| Circunscripción | Partido | Partido | Consejero              | Votos |
| --------------- | ------- | ------- | ---------------------- | ----- |
| Oristano        |         | FdI     | Emanuele Cera          | 4.431 |
| Oristano        |         | PD      | Antonio Solinas        | 2.174 |
| Oristano        |         | PSd'Az  | Alfonso Marras         | 3.073 |
| Oristano        |         | M5S     | Alessandro Solinas     | 1.686 |
| Oristano        |         | SF      | Giuseppino Canu        | 1.184 |
| Oristano        |         | AVS     | Diego Loi              | 1.156 |
| Oristano        |         | OC      | Salvatore Cau          | 940   |
| Sassari         |         | PD      | Antonio Spano          | 4.502 |
| Sassari         |         | PD      | Carla Fundoni          | 3.253 |
| Sassari         |         | FdI     | Maria Francesca Masala | 3.163 |
| Sassari         |         | M5S     | Desireé Alma Manca     | 8.092 |
| Sassari         |         | RS      | Aldo Salaris           | 4.615 |
| Sassari         |         | SaC     | Antonello Peru         | 5.393 |
| Sassari         |         | AVS     | Antonio Piu            | 4.976 |
| Sassari         |         | PSd'Az  | Piero Maieli           | 3.292 |
| Sassari         |         | PP      | Gianfranco Satta       | 2.381 |
| Sassari         |         | UpT     | Valdo Di Nolfo         | 1.942 |
| Sassari         |         | OC      | Franco Cuccureddu      | 8.709 |

1. ↑  Como Presidenta de la Región.
2. ↑  Como segundo candidato más votado a la Presidencia de la Región.

### Análisis
Alessandra Todde fue la candidata presidencial más votada con 334.160 votos, 3.061 más que Paolo Truzzu, mientras que el conjunto de listas de la coalición de centroderecha obtuvo un mayor número de votos en conjunto con 338.240 preferencias.
Según un análisis del Instituto Cattaneo realizado el 28 de febrero sobre los flujos electorales en Cagliari y Sassari, Paolo Truzzu "es más un obstáculo que un activo para la coalición de centroderecha". De hecho, en las dos ciudades, una parte de los electores que votaron por las listas de centroderecha votaron luego, según el escrutinio dividido, por otros candidatos presidenciales, principalmente por Alessandra Todde. En conclusión, "El resultado sardo, en su inesperada conclusión, se debe principalmente a las características vislumbradas por los electores en los dos candidatos principales", así como a una baja valoración de la administración saliente.

## Consecuencias
Tras la victoria de la coalición de centroizquierda y del Movimiento 5 Estrellas, liderado por Alessandra Todde, las elecciones regionales de los Abruzos dos semanas más tarde adquirieron importancia nacional como enfrentamiento entre los partidos de la mayoría gobernante y la oposición.
El 9 de abril de 2024, durante la primera sesión del Consejo Regional, Piero Comandini (PD) fue elegido Presidente del Consejo Regional con 42 votos. La Junta Todde está compuesta por la presidenta Alessandra Todde (M5S), 3 consejeros del Partido Democrático (incluido el vicepresidente), 2 del Movimiento 5 Estrellas, 1 de la Alianza Verdes e Izquierda, 1 de la lista "Unidos por Alessandra Todde", 1 de la lista "Horizonte Común", 1 de los Progresistas, 1 de la lista "Izquierda Futura" y 2 independientes designados por la presidenta.